# Syndrome du personnage principal

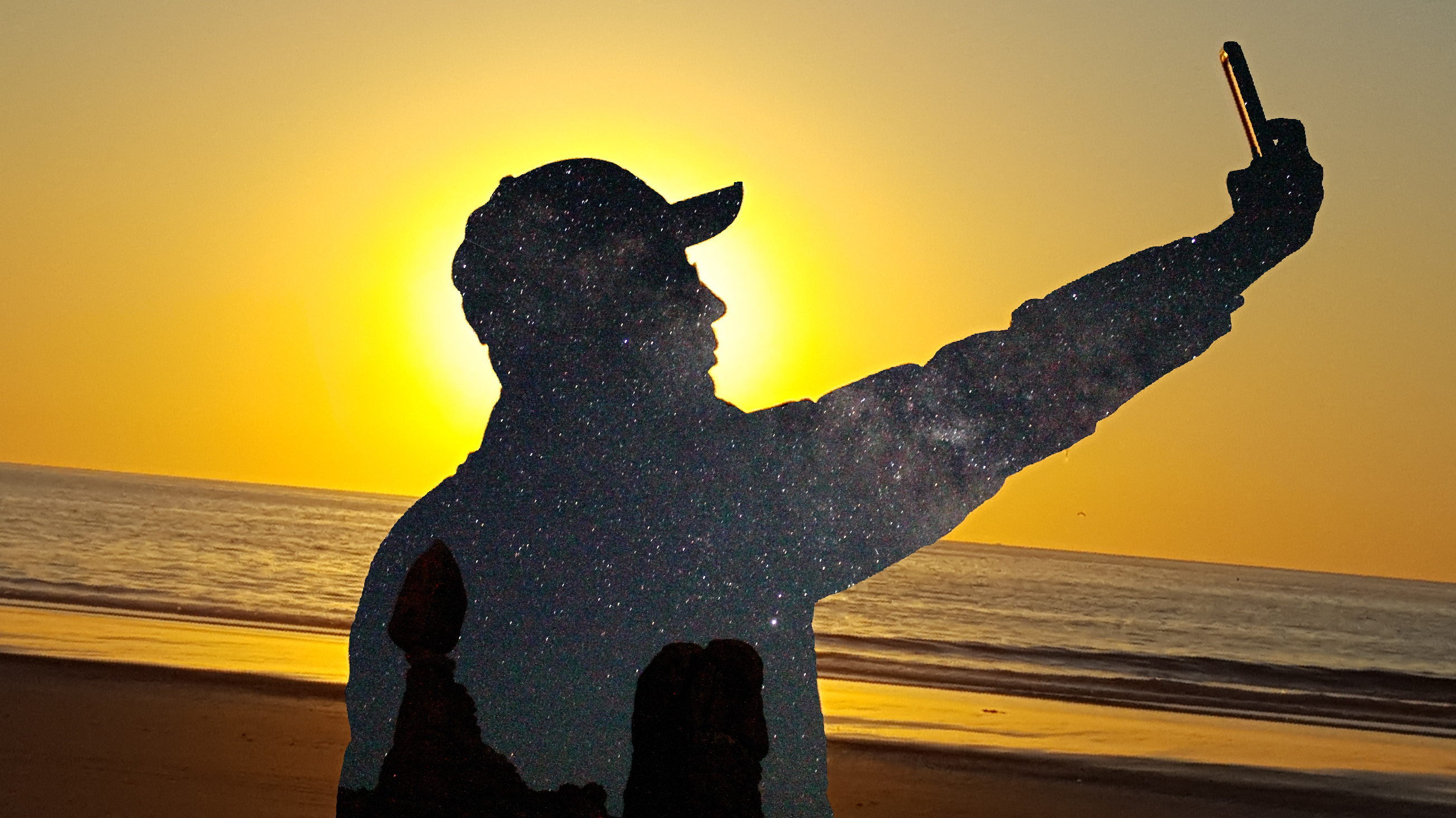
Le syndrome du personnage principal, comportement lié à l'usage des réseaux sociaux, peut amener un individu à se considérer comme une personne d'exception.

Le syndrome du personnage principal (main character syndrome en anglais), également dénommé syndrome du centre du monde, est un type de comportement, en progression en particulier sur les réseaux sociaux, qui amène à penser que la personne tend à se considérer comme le héros d’une trame narrative imaginaire et idéalisée de sa vie, parfois au point que sa vie véritable et ses relations soient affectées par cette confusion avec un avatar.

## Présentation
Développé aux États-Unis, ce concept de « main character syndrome », traduit en français par le terme de « syndrome du personnage principal », signifie qu’ « une personne se présente ou s’imagine comme le protagoniste d’une sorte de version fictive de sa vie ».
Dans le magazine Psychology Today, le professeur de psychologie Phil Reed définit le « main character syndrome » en ces termes :

« Lorsque quelqu'un se présente, ou s'imagine, comme le personnage principal d'une sorte de version fictive de sa vie. »

Cette expression fait référence au « personnage principal », individu principalement lié à un récit narratif (roman, bande dessinée, film). Ce personnage réel (biographie) ou inventé (fiction) dirige l’intrigue, poursuit l’objectif principal de l’histoire et évolue au cours du récit.

## Phénomène socio-culturel

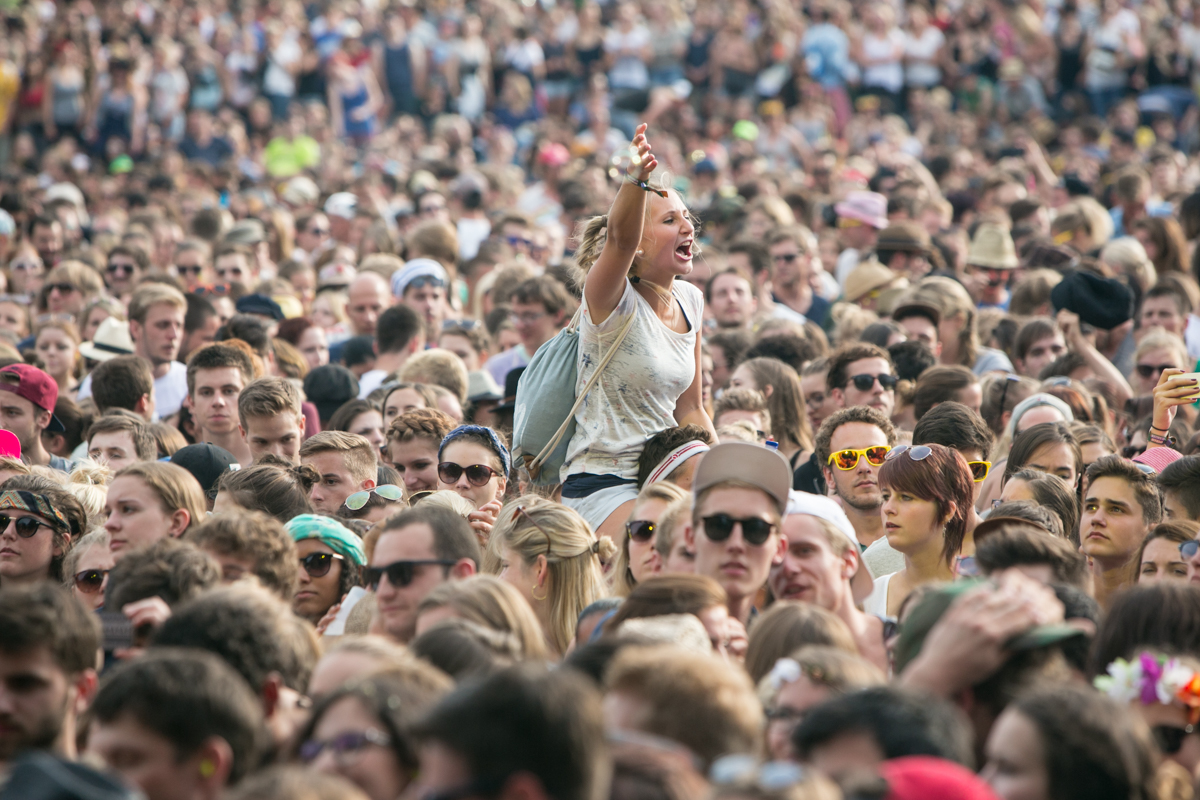
Le « syndrome du personnage principal » peut être lié à une tendance à vouloir « sortir du lot » (photo d'une foule en Suisse).

L’expression « main character syndrome » est apparue sur les réseaux sociaux pour la première fois en 2020 avec l’influenceuse Ashley Ward, qui l’a utilisée dans une vidéo où on la découvre sur une plage avec ses amis. 
Cette tendance a été accentuée par l'usage des réseaux sociaux[citation nécessaire], notamment sur Tiktok, où le hashtag « #maincharacterenergy » a cumulé en août 2023, plus de 762 millions de vues. Le terme de « syndrome du personnage principal » ne désigne pas officiellement une affection ou un trouble mental scientifiquement reconnu, selon les déclarations du docteur Reed, professeur de psychologie à l’université de Swansea. Ce trouble de nature comportementale assez récent commence cependant à intéresser des spécialistes de la santé. Une étude intitulée « Self-Presentation Theory : Self-Construction and Audience Pleasing », publiée par Roy F. Baumeister et Debra G. Hutton, experts en psychologie sociale, la présente comme des « motivations humaines qui sont activées lorsque nous nous sentons évalués par d’autres personnes »,. Selon la psychologue clinicienne française Johanna Rozenblum, il existe un risque notable de quitter progressivement la réalité pour « ne plus qu’exister au travers de cet avatar de soi », le retour à la réalité pouvant alors être brutal.
Dans son ouvrage Foules sentimentales - Comment la ville impacte l'amour, la journaliste Pauline Machado évoque ce syndrome dans son premier chapitre intitulé « La grande ville, le vrai château des contes de fées ? » et reprend l'expression « Se faire des films » au début de ce chapitre pour définir ce syndrome en se référant à un terme nettement plus ancien. Elle évoque ce désir de « sortir du lot » pour se donner de l'importance, se rassurer dans une société anonymisante qui peut toucher de nombreuses personnes. Pauline Machado explique en outre qu'il existe plus de 192 millions d'occurrences sur la page du moteur de recherche Google et conclut sur le fait que « les films que nous faisons prennent racine dans ce qu'on nous raconte, que l'on nous vend » à l'instar des contes de fées d'antan.

## Exemple
En 2021, une jeune fille de 19 ans, dénommée Madison Kohout, documente une série de vidéos de façon quotidienne sur un réseau social depuis qu'elle a emménagé par erreur dans une résidence pour seniors, entraînant ainsi un phénomène de buzz la rendant ainsi célèbre dans son propre groupe générationnel. Cette « aventure » est présentée comme un cas typique du « Main Character syndrome »,.